# Brian Agler
Brian Agler est un entraîneur américain de basket-ball né le 2 août 1958.

## Biographie
Issu de l'Université Wittenberg dans l'Ohio, il participe comme meneur à la victoire des Tigers en Division III NCAA en 1997. Il est diplômé en 1980. De 1984-88, Agler dirige le Junior College de Northeast Oklahoma A&M (124v-42d, 74,7 %). En 1985-86, NEO A&M est classé second JuCo du pays un bilan de 30v-2d. 
Entre 1988 et 1993, Agler prend la direction de l'équipe féminine de l'Université du Missouri à Kansas City pour 85v-54d, menant les Kangaroos d'un bilan de 9v-16d en 1988-89 à quatre saisons avec 17 ou plus. De 1990 à 1993, UMKC est trois fois meilleure défense du pays, ne concédant en moyenne que 51,8 points aux adversaires. De 1993 à 1996, il dirige l'équipe féminin de l'Université d'État du Kansas.
En tant qu'entraîneur du Quest de Columbus en American Basketball League, Agler obtient un bilan victoires/défaites de 72-18 en saison régulière et 10-4 en playoffs.  Il remporte deux fois le championnat ABL en 1997 et 1998. En 1997, il est nommé entraîneur de l'année. 
Après la liquidation de l'ABL fin 1998, Agler rejoint la WNBA et prend la direction de la nouvelle franchise Lynx du Minnesota de 1999 à 2002, où il obtient 48 victoires pour 67 défaites[réf. souhaitée]. Il devient ensuite assistant coach du Mercury de Phoenix en 2004, puis aux Silver Stars de San Antonio de 2005 à 2007. 
Le Storm de Seattle le nomme entraîneur principal le 9 janvier 2008, pour succéder à Anne Donovan. Il le dirige dans le gain de leur second titre en 2010. Il est nommé meilleur entraîneur de la saison WNBA 2010. 
Non qualifié pour les play-offs de la saison WNBA 2014, Agler cède sa place au Storm à Jenny Boucek pour rejoindre les Sparks de Los Angeles. Les Sparks remportent le titre de champion de la saison WNBA 2016. 
En décembre 2018, il est engagé par les Wings de Dallas qui avaient remercié leur entraîneur titulaire peu avant les playoffs. Agler quitte les Sparks sur un bilan de 85 victoires pour 51 défaites en quatre saisons, dont un titre WNBA en 2016 et une finale en 2017. En octobre 2020, les Wings et Brian Agler annoncent leur séparation d'un commun accord.

## Palmarès
- Champion ABL 1997 et 1998 [2]
- Champion WNBA 2010 avec le Storm de Seattle[2]
- Champion WNBA 2016 avec les Sparks de Los Angeles[6]